# Freiburger Verkehrs

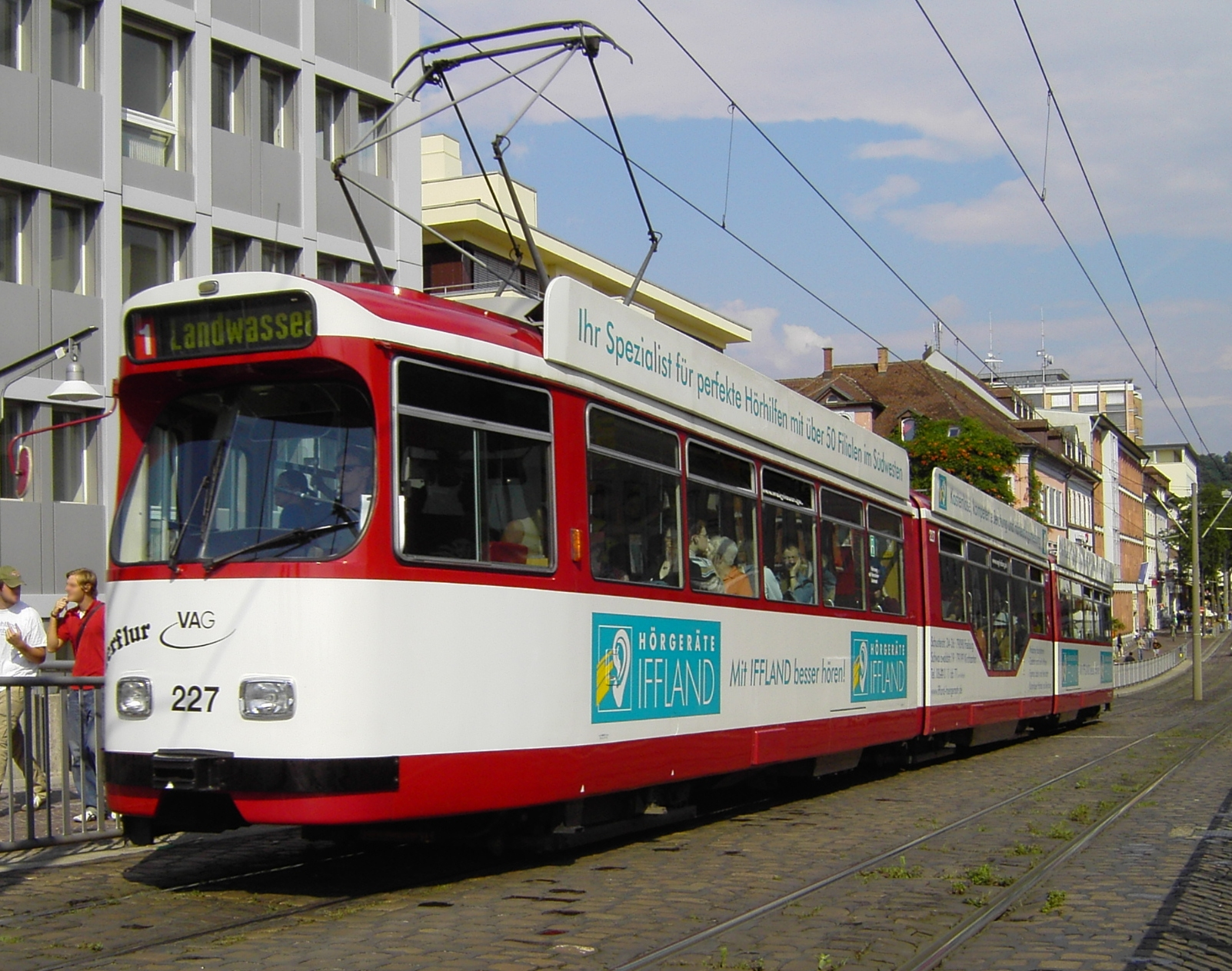
Friburgo in Brisgovia: tram snodato Duewag GT8 del VAG n. 227 sulla linea 1

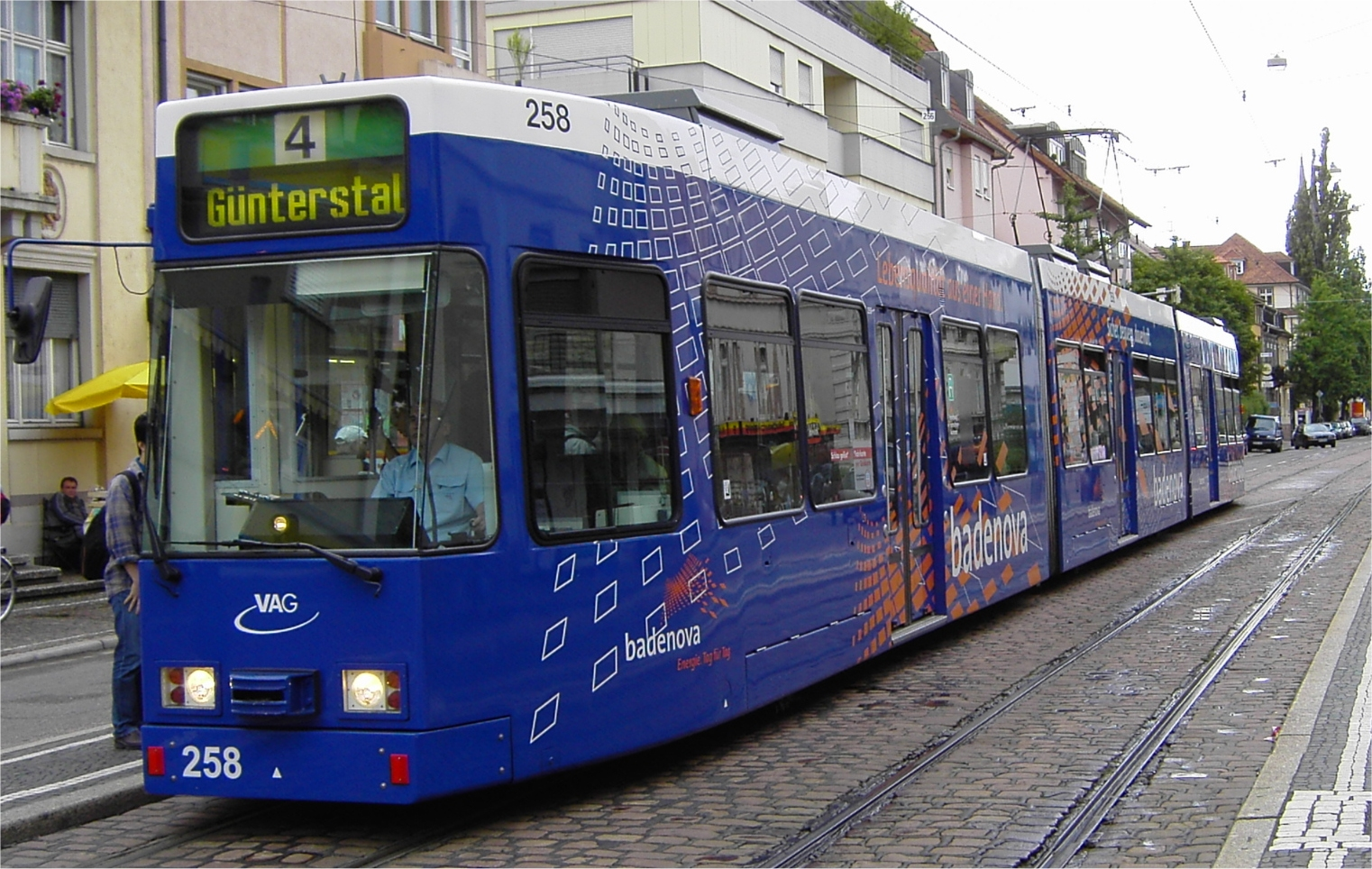
Friburgo in Brisgovia: tram snodato Duewag GT8Z del VAG n. 258 sulla linea 4

La Freiburger Verkehrs AG, più nota con l'acronimo VAG, l'azienda tedesca che svolge il servizio di trasporto pubblico autotranviario nella città di Friburgo in Brisgovia e nel suo circondario.

## Esercizio
L'azienda gestisce 4 tranvie e 21 autolinee.

## Parco aziendale
Nel 2006 la flotta circolante era costituita da 65 tram snodati a marchio Duewag (GT8 e GT8Z) e Siemens (Combino), 66 autobus e 46 autosnodati spesso con livrea bianco-rossa.

## Sede legale
La sede è a Friburgo in Brisgovia.